# Parc de la Tête d’Or
Der Parc de la Tête d’Or (deutsch Park des goldenen Kopfes) ist ein Stadtpark in Lyon, einer der größten Stadtparks in Frankreich. Er ist das Werk der Gebrüder Denis und Eugène Bühler und wurde 1857 eröffnet, obwohl die Arbeiten noch nicht beendet waren. Er wurde demnach im selben Jahr gestaltet wie der Central Park in New York. Im Park gibt es eine Reihe von Bauwerken: das große Gewächshaus (1865), das Fahrradstadion, das Wachhaus chalet des gardes (1894), das Gehege (1896), die Sammlung von Keltern (1899), das Totendenkmal auf der île aux Cygnes (1914–1930), der neue Rosengarten (1961–1964). Der Park wird von der Kommune Lyon verwaltet und gilt mit seinen 117 ha als grüne Lunge der Stadt. Es gibt acht Eingänge, von denen der jüngste 2009 zur Esplanade der Cité internationale hin geöffnet wurde. Im Park befindet sich auch der Zoologische Garten von Lyon.

## Geschichte
Das Gelände, auf dem sich heute der Park befindet, gehörte der Familie Lambert (1530) und hieß schon damals „tête d’or“. Die Domäne des Grange Lambert wird in einem Schriftstück von 1662 als Besitz des Hospizes (Hôtel Dieu) und der Gesamterbin Catherine Lambert aufgeführt. Der Name Tête d’Or kommt von einer Legende, nach der eine Schatztruhe mit einem Christuskopf aus Gold hier von Barbaren oder Kreuzrittern vergraben worden sein soll. Das Gebiet war ehemals eine Überschwemmungszone, die von den Altflussarmen (französisch: Lône) der Rhône und den Feuchtgebieten (in Lyon brotteaux genannt) gespeist wurde. Die Überschwemmung hörte erst mit der Anlage des Parks auf.

### Entstehung eines Stadtparks

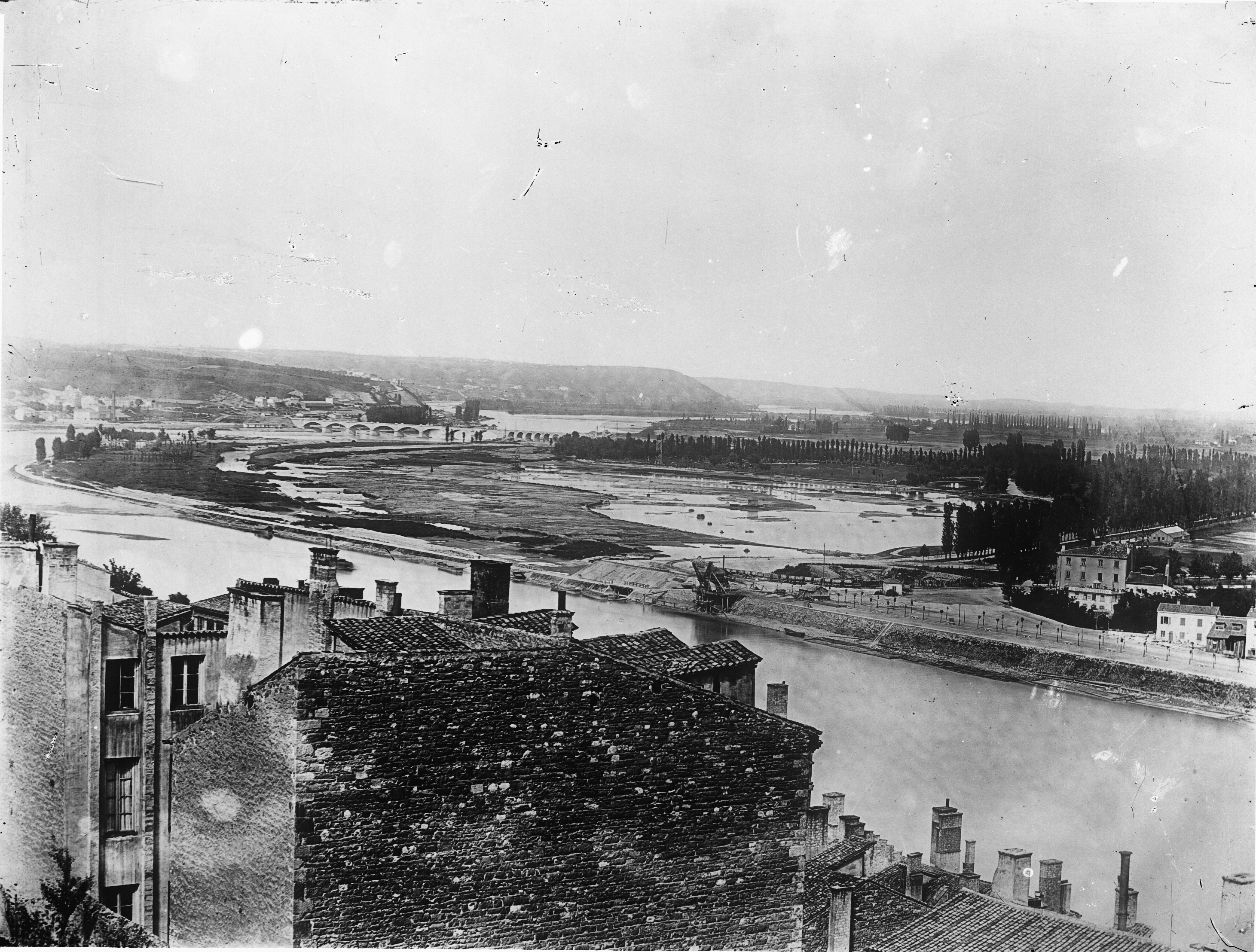
Ansicht des Gebiets vor der Entstehung des Parks

Das Projekt, einen Stadtpark in Lyon einzurichten, bestand seit 1812. Hierzu wurden verschiedene Standorte in Erwägung gezogen (die Halbinsel von Lyon, damals noch nicht vollständig besiedelt; der Fourvière-Hügel), ehe man sich für das heutige Gebiet entschied, das zum großen Teil zum Hospices civils de Lyon (Stadtkrankenhaus) gehörte. Der Architekt Christophe Crépet präsentierte 1845 im Rahmen der Verschönerung des Viertels La Guillotière ein Projekt für einen Stadtpark an der Stelle des heutigen Parks: „Um die dringenden Bedürfnisse einer wachsenden Bevölkerung befriedigen zu können, habe ich das Brachland und Gebüsch des Tête d’Or in ein Waldgebiet nach dem Vorbild des Bois de Boulogne umgestaltet.“ Diese Idee wurde angenommen, zumal sie den Absichten des Präfekten (und damaligen Bürgermeisters von 1853 bis 1864) Claude-Marius Vaïsse entsprachen, der einen Park zu errichten wünschte, um „die Natur denen zu geben, die keine haben“. Das Gelände wurde 1856 vom Hospices Civils de Lyon gekauft. 1856 begannen die Arbeiten unter der Aufsicht der Schweizer Landschaftsarchitekten Denis und Eugène Bühler, sowie dem Bauingenieur Gustave Bonnet; sie dauerten fünf Jahre. Der Park wurde 1857 eröffnet, obwohl er noch nicht vollständig fertig war. Er liegt im Norden des Viertels Les Brotteaux am Ufer der Rhône. Ein Deich wurde mit dem Aushub des Sees angelegt, um so das Gebiet vor Überschwemmungen zu schützen.

### Ein neuer Stadtpark

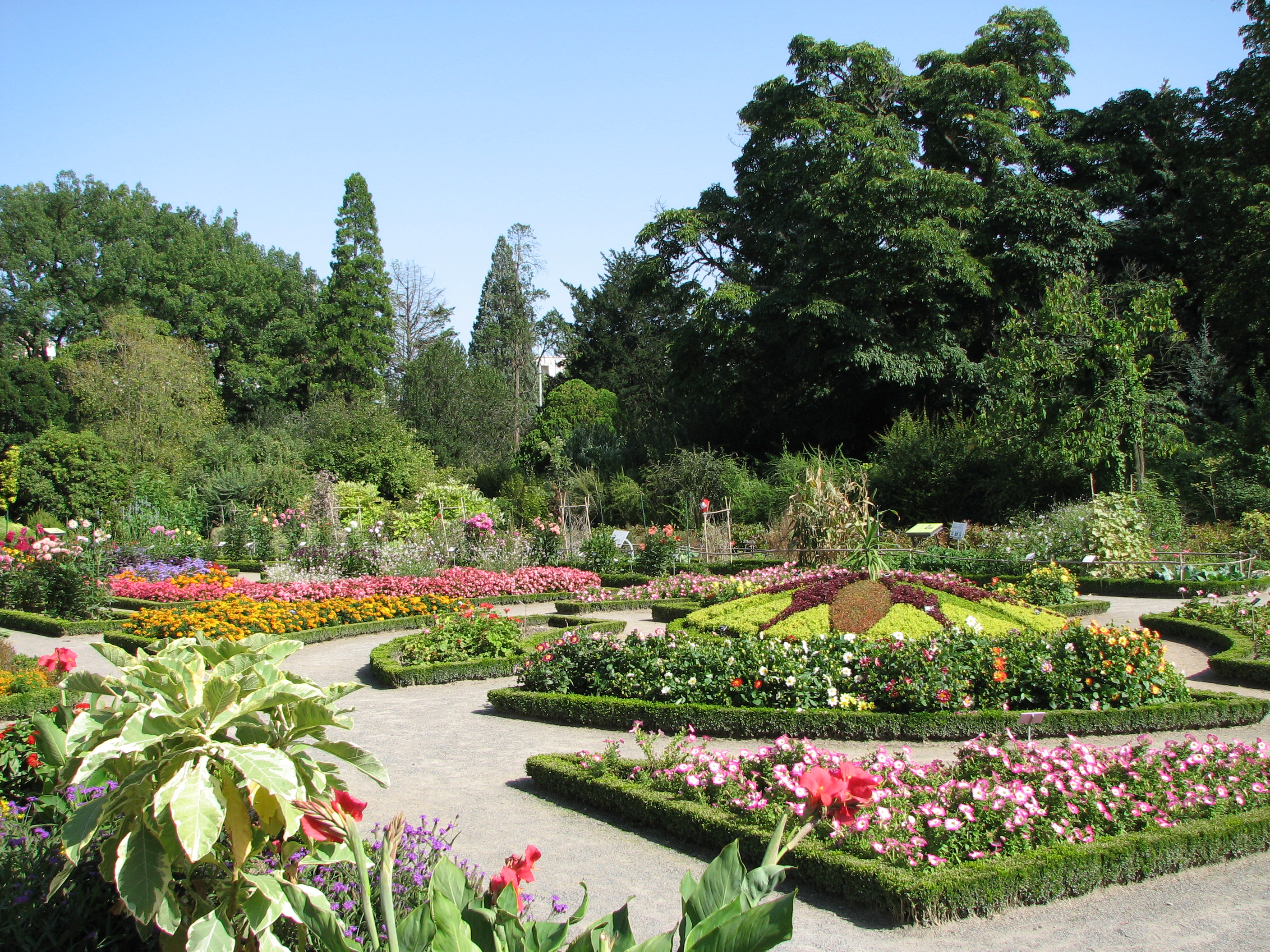
Parc de la Tête d’Or
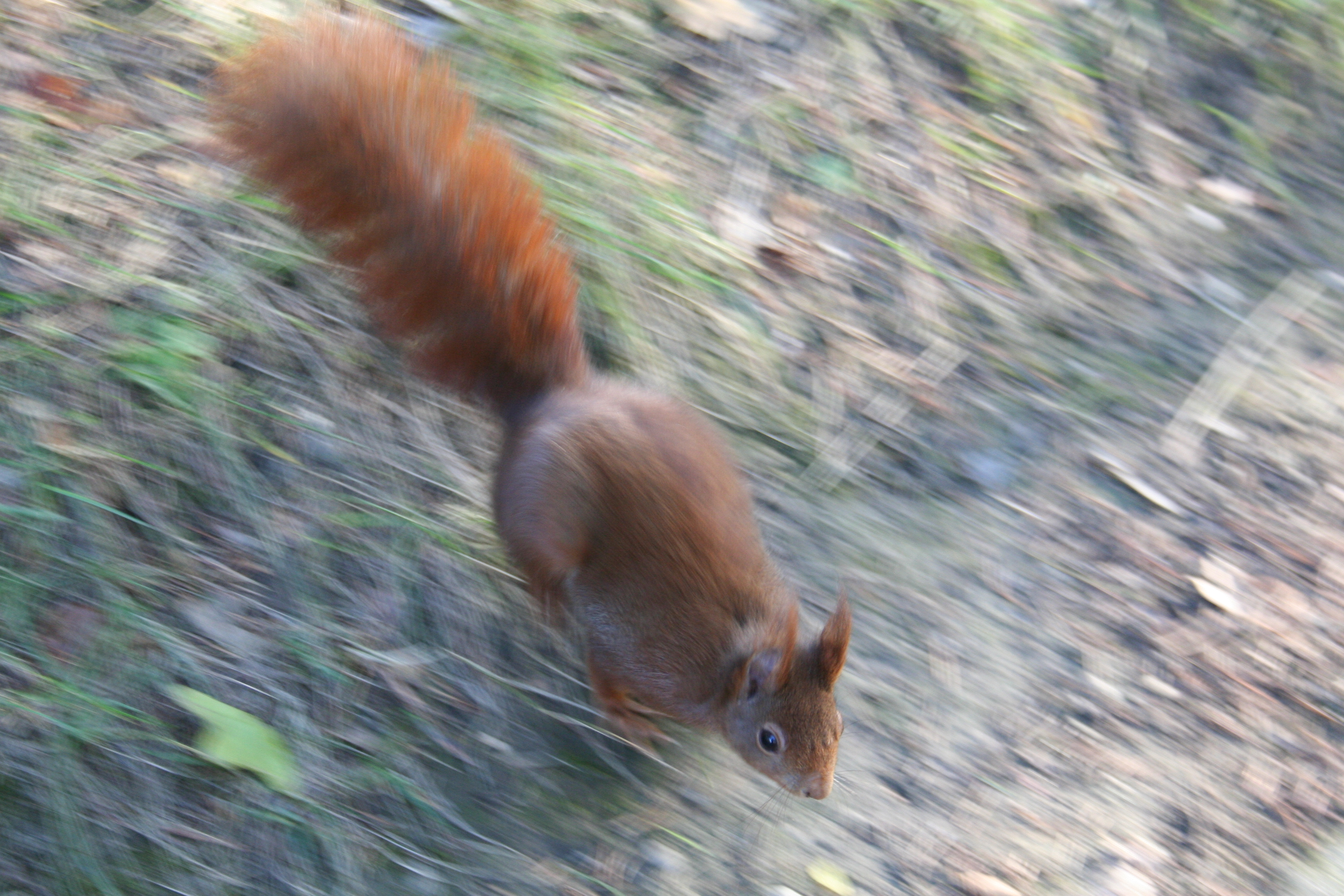
Frei lebende Tiere erobern das neue Revier, hier am Beispiel eines Eichhörnchens
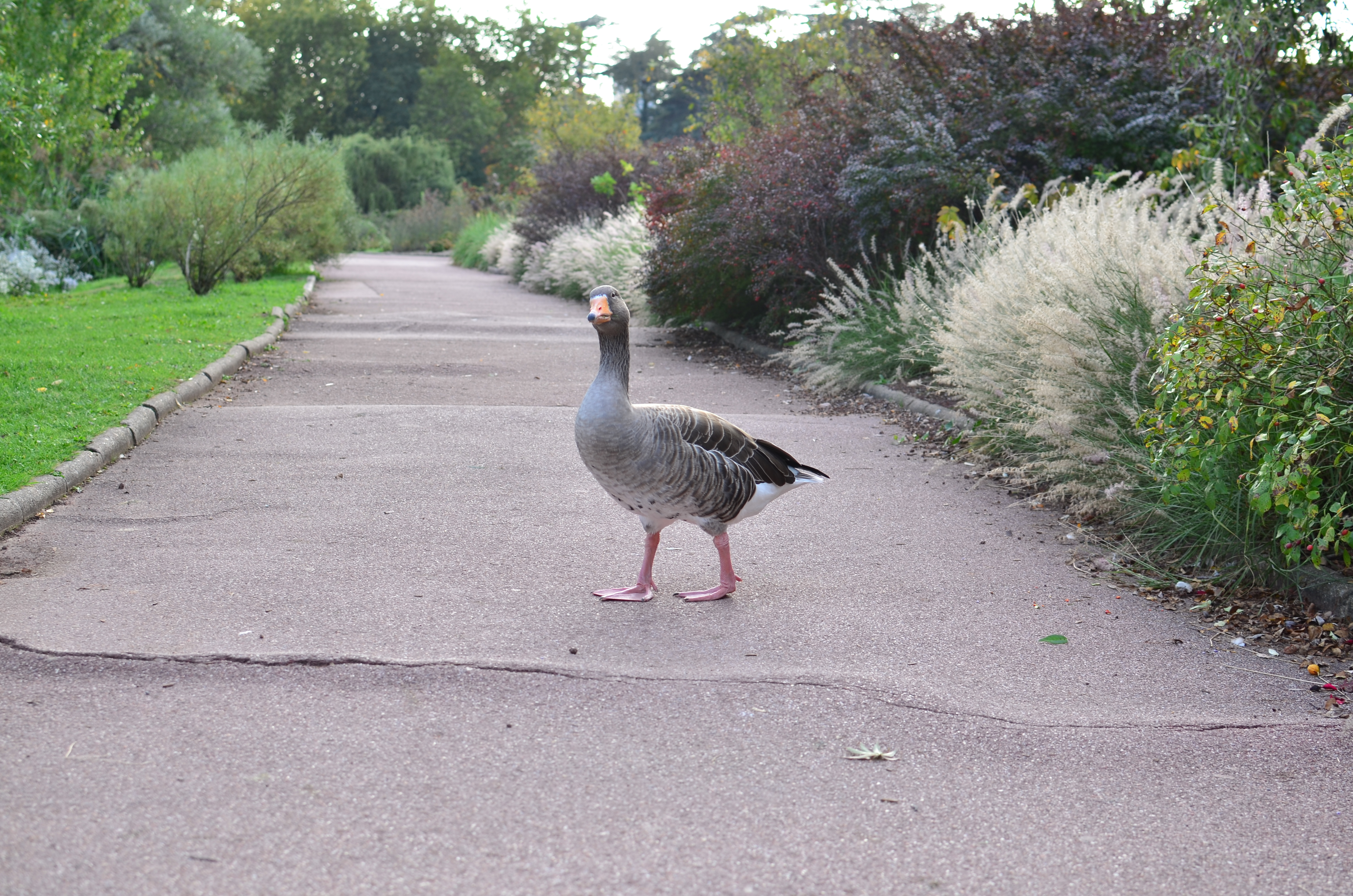
Eine Graugans spaziert über einen Parkweg
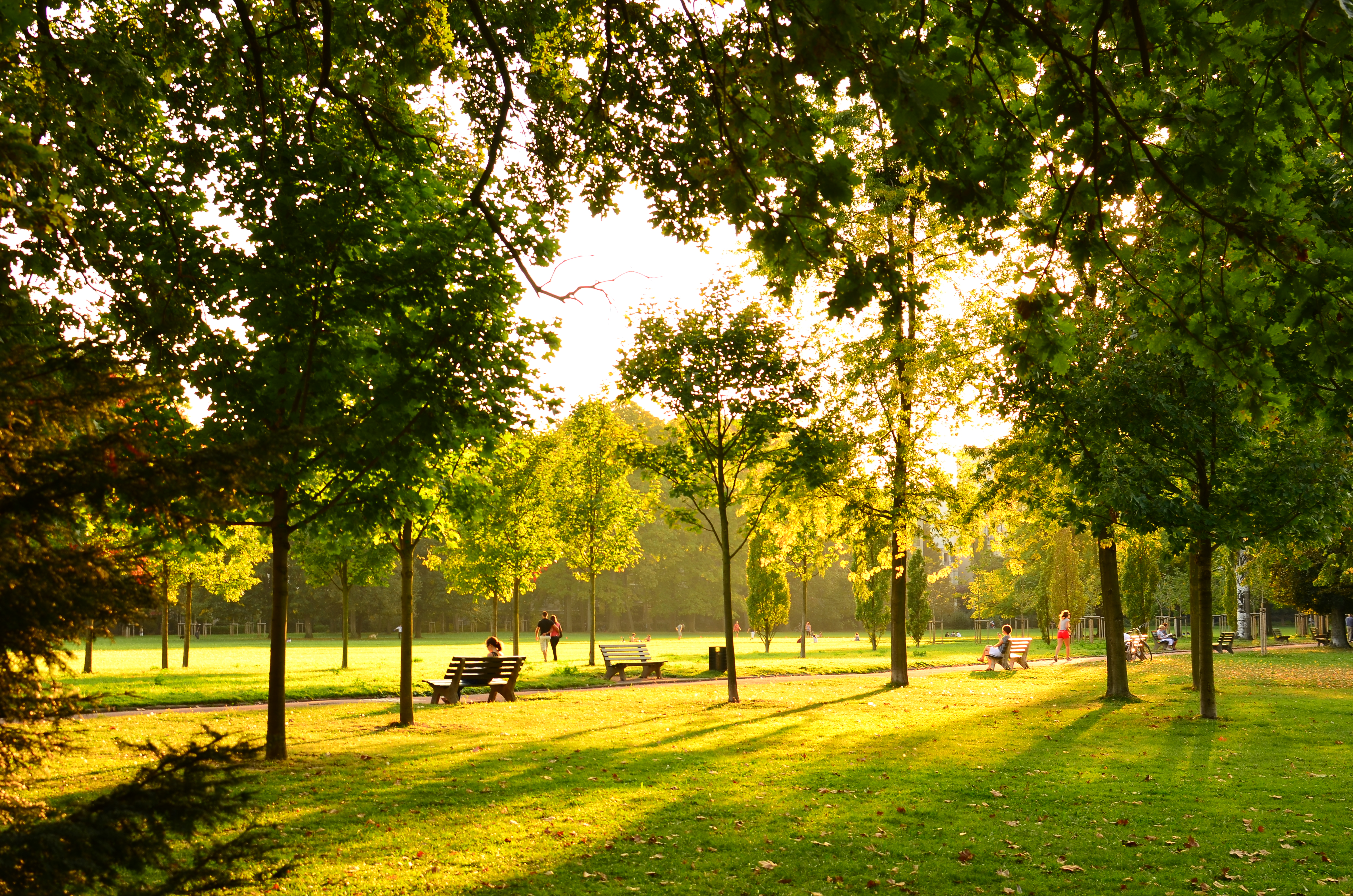
Eine freie Rasenfläche
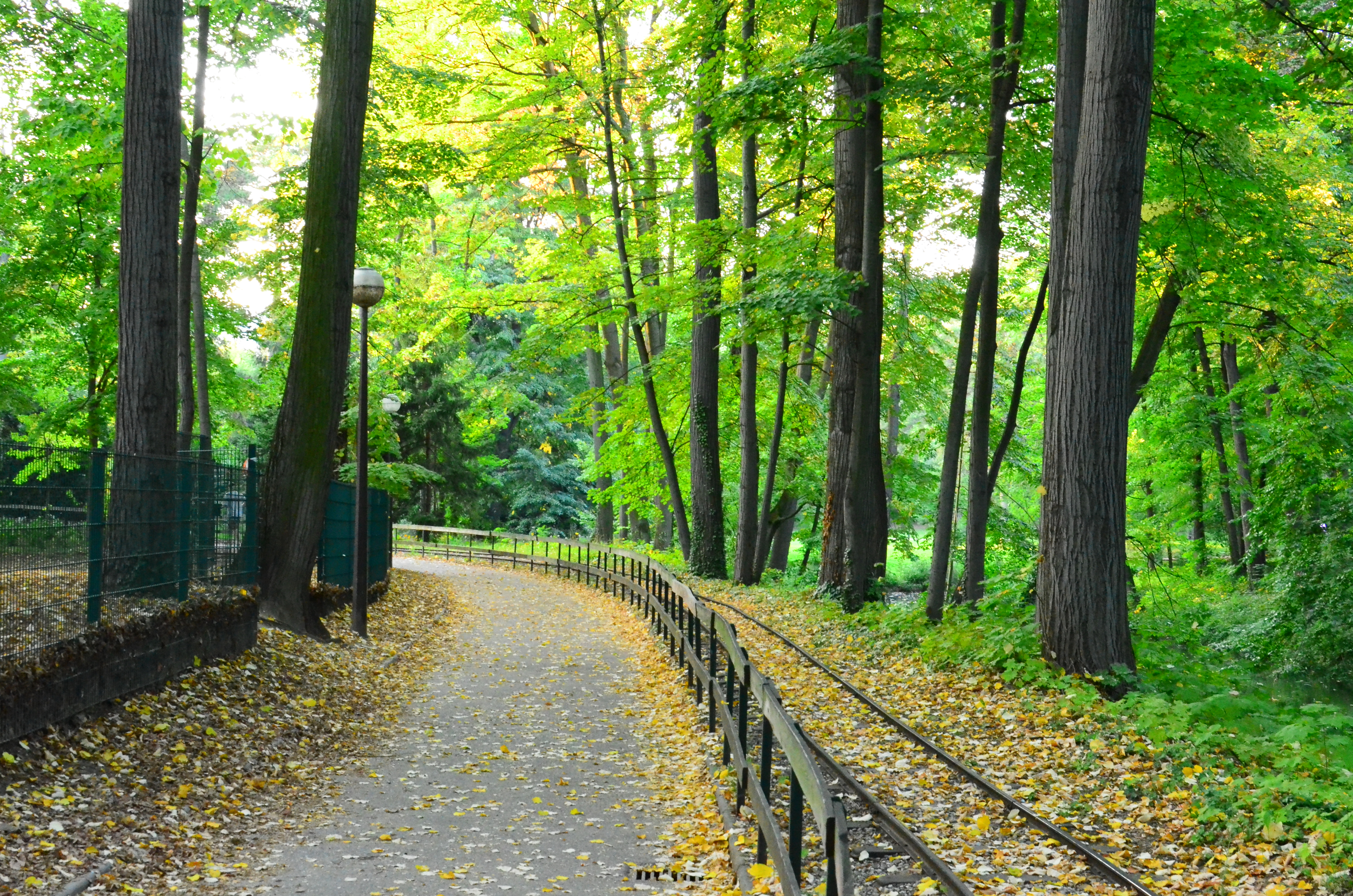
Die Allee zur schönen Aussicht
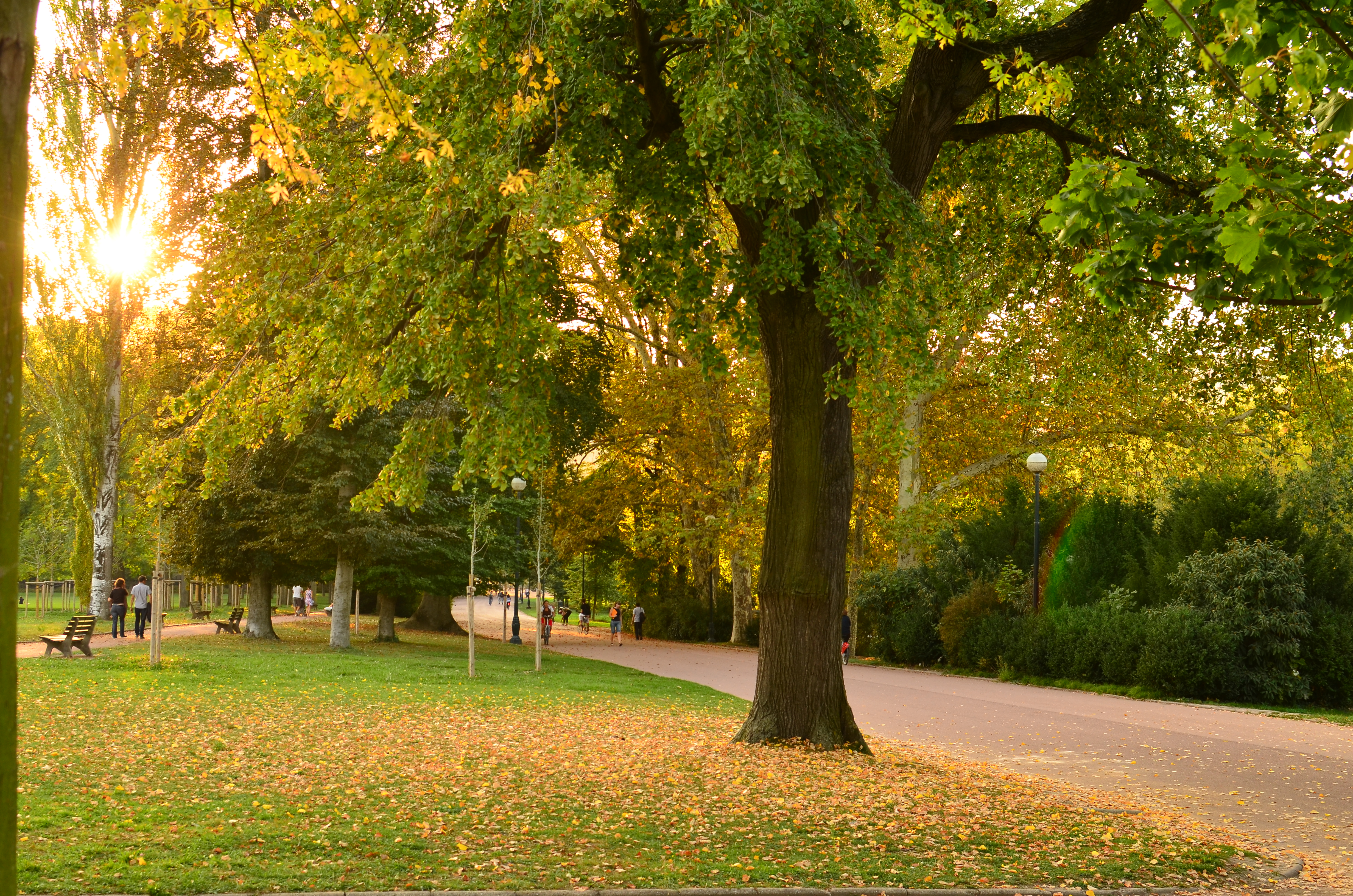
Die Allee des großen Feldes
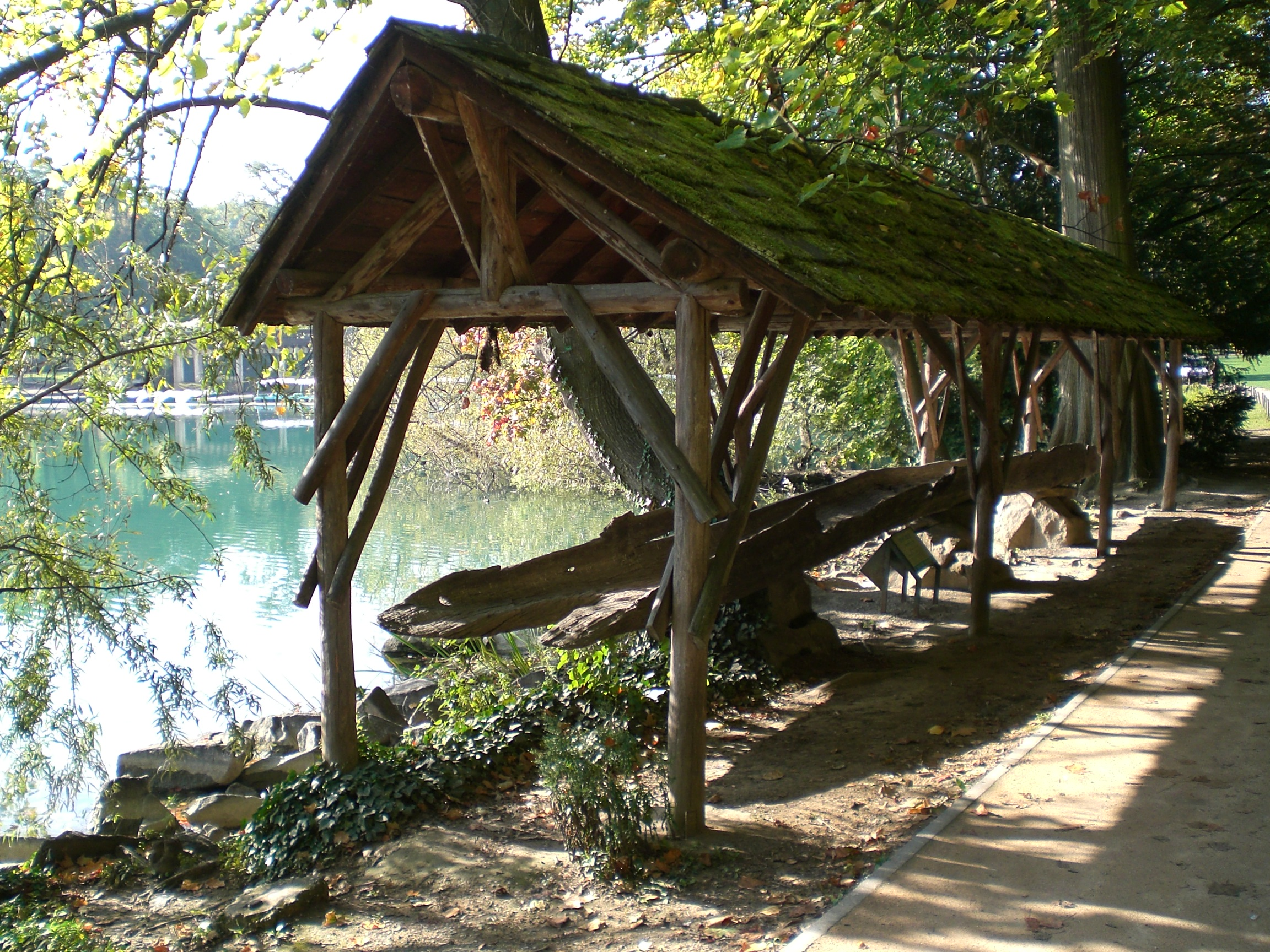
Einbaum

- 1857: Ursprünglich war der Botanische Garten von Lyon durch ein Dekret von 1754 vom französischen Nationalkonvent angeordnet worden, das Städte über 300.000 Einwohner zur Gründung von Écoles Centrales verpflichtet. Diese Écoles centrales (deutsch: Zentralschulen) waren verpflichtet, in Wissenschaften, Literatur und Kunst zu unterrichten. Sie mussten ein Geschichtsarchiv und einen botanischen Garten unterhalten. Aus diesem Grund erließ der damalige Bürgermeister, Jean-Emmanuel Gilibert, eine Verordnung, nach der ein botanischer Garten auf den Hängen von La Croix-Rousse einzurichten sei. Als er in den Mauern des damaligen Couvent de la Déserte(Wüstenkloster) 1804 eingerichtet wurde, erwies er sich schnell zu eng und wurde 1857 in den Park umgesiedelt. Er hatte dann 4.000 Pflanzen. Der botanische Garten ist im Osten angesiedelt, um die Perspektive des Parks nicht zu beeinträchtigen: Man wollte den Eindruck der großen und zentralen Wiese im Süden des Sees nicht zerstören. An dem neuen Standort konnten Abteilungen für Versuchsbeete, Grasarten, Obstbäume und Medizinpflanzen einrichten. Heute erstreckt sich der Garten über 7 ha und hat eine Pflanzensammlung, die mit der des Muséum national d’histoire naturelle von Paris konkurrieren kann.[6] Zu Beginn des 19. Jh. wurden Grabungen unternommen, um den Schatz des goldenen Kopfes zu finden; es wurde nichts gefunden, und man hat sie 1860 abgebrochen.
- 1859: Die Orangerie wurde vom Botanischen Garten an den Hängen von La Croix-Rousse in den Park gebracht.
- 1861: An dem See wurde ein Bootssteg eingerichtet. Im gleichen Jahr wurde auch ein Tiergehege eingerichtet. Der Plan der Gebrüder Bühler sah einen Raum für Schafe, einen Hühnerstall und eine Rinderweide vor. Nach und nach entstand so ein zoologischer Garten mit exotischen Tieren; die dafür nötigen Gebäude wurde eingerichtet. Zuletzt wurde im Oktober 2006 eine afrikanische Abteilung (afrikanische Ebene) eingeweiht.
- 1865: Nach den Plänen des Architekten Gustave Bonnet wurde das große Gewächshaus sowie das Gewächshaus für Agaven errichtet.
- 1867: Der Gewässerplan des Parks wird auf der Weltausstellung vorgestellt.
- 1877 bis 1880: Erneuerung der großen Gewächshäuser
- 1881: Errichtung des Denkmals für die Legionäre
- 1887: Errichtung des Gewächshauses Victoria (1980 zerstört)
- 1894: Die Universelle, internationale und koloniale Ausstellung wird im Park abgehalten. Nach einem Gesetz vom 28. August 1884 wurden die Forts im Tête d’Or und den Charpennes abgetragen, um den Nord-Boulevard schaffen zu können (heute Boulevard des Belges).[7] Das Chalet, das Chalet der Garden und das Radstadion wurden errichtet. Im gleichen Jahr wurde der Teil des Parks auf dem Gebiet von Villeurbanne von Lyon übernommen: Die Grenze zwischen den beiden Gemeinden Lyon und Villeurbanne teilte den Park lange Zeit. Zwischen den beiden herrschte eine starke Rivalität bezüglich der Kosten und Ausstattung. Jean Casimir-Perier, Präsident der Dritten Französischen Republik (27. Juni 1894 – 15. Jan. 1895), ordnete am 17. Dez. 1894 an, dass der Park zur Gänze im 6. Arrondissement (Lyon) liegen soll.
- 1896 bis 1898: Die Stadt will eine Eingrenzung errichten lassen, um den Park zu schützen und zu verhindern, dass unverzollte Waren verdeckt als Gemüse in den Stadtbezirk eingeführt werden (Es gab noch den „Stadtzoll“, französisch: Octroi.). Am 5. Nov. 1896 wurde beschlossen, eine Betonmauer mit einem Eisengitter rund um den Park zu installieren. Gegen diese Idee regte sich heftiger Widerstand: Am 17. Nov. 1898 wurde die Begrenzung auf 300 m niedergerissen. Die Arbeiten wurden mit der Errichtung von drei Eisentoren abgeschlossen: die Eingänge Tête d’Or, Montgolfier und der Haupteingang Légionnaires, der auch den Namen Enfants du Rhône trägt. Der letztere ist das Ergebnis eines Wettbewerbs von 1898, den Charles Meysson gewann. Das Tor wurde von dem Lyoner Unternehmen Jean Bernard angefertigt. Es ist 32 m lang und wird von zwei Säulen aus Steinen von Villeboy gehalten. Der Haupteingang ist 11 m hoch. Das gesamte Tor wiegt 11 t.
- 1899: Erbauung von Glashäusern für Sammlungen, Züchtungen und Palmen
- 1901: Erbauung der Pavillons am Eingang Tête d’Or
- 1904: Erbauung des Kuhstalls[8] durch den Architekten Tony Garnier. Der Stall wurde 1914 nach Cibeins, heute Misérieux, verlegt.
- 1913: Erbauung eines Landestegs am See
- 1917: Einweihung des Löwengeheges
- 1932: Einweihung des Tunnels, der die Schwaneninsel mit dem Ufer verbindet
- 1961 bis 1964: Einrichtung eines neuen Rosengartens
- 1964: Errichtung einer Elefantenstation
- 1968: Erbauung der Giraffenstation. Diese ist heute leer, da die Giraffen in die afrikanische Abteilung umgezogen sind.
- 1981: Am 2. Dez. gab es einen außergewöhnlichen Wurf von 25 Anakondas.
- 1984: Am 11. April hat eine Löwin (Sonia) nach einem Disput ihren Partner Sultan ins Wasser des Geheges gezwungen. Zwei Stunden lang versuchte Sultan, das Ufer über die Treppen, die für diesen Fall installiert waren, zu erreichen, woran ihn Sonia immer wieder hinderte. Sultan ertrank schließlich.
- 1989: Errichtung einer Abteilung der Menschenrechte im Nordteil des Parks: Es wurden Monolithen errichten mit Texten der Menschenrechtserklärung.
- 1991: Projekt zur Errichtung eine´s neuen Eingangstors gegenüber der Cité internationale. Die Umsetzung dauerte 10 Jahre; der Eingang ist neben der Felsengrotte, in der die „Quelle“ für den Bach zum See liegt. (Die Quelle, deren Lauf zur Pont Suisse führt.)
- 1995: Am 27. Sept entkam eine Tigerin aus ihrem Käfig. Der Park wurde evakuiert und die Tigerin unter einem Gebüsch entdeckt, wohin sie sich offenbar vor der Menschenmenge geflüchtet hatte.
- 2000: Arbeiten am Baumbestand wurden durchgeführt: Zahlreiche alte Bäume mussten gefällt werden, da sie nicht mehr standfest waren und eine Gefahr darstellten.
- 2006 bis 2007: Einrichtung einer afrikanischen Ebene im zoologischen Garten.
- 2011: Umwandlung(-bau) der Sanitäreinrichtungen in eine moderne Architektur mit „Holz und Beton“; eine Anlage wurde mit besondere Einrichtung zur Verwertung der Gülle (zurück zur Natur) versehen.
- 2013: Am 28. Okt. 2013 gab es die erste Geburt eines Hartmann-Bergzebras.[9]

## Plan des Parks

Plan der universellen, internationalen und kolonialen Ausstellung von 1894 in Lyon

der Park ist im Stil eines Englischen Landschaftsgartens angelegt, mit freien Rasenflächen und leicht gewellt. Er hat eine Dreiecksform. Am Rande ist ein Deich, der ihn von der Rhône trennt. Auf ihm führt eine lange Promenade den Park entlang bis zu dem Garten des Amphitheaters, Salle 3000 des Centre de congrès de Lyon und weiter der Rhône entlang. Auf der Ostseite des Tête d’Or befindet sich die historische, hochgelegte Trasse der Eisenbahnstrecke Lyon–Genf, die zum Gare de Lyon-Brotteaux führt.
Auf der Südseite des Parks befinden sich chice Villen am Boulevard des Belges, die alle in ihrem Garten einen kleinen Zugang zum Tête d’Or haben.
Der Park selbst besteht aus mehreren Abteilungen: kleine alpine Täler mit Baumbestand; ein Aussichtspunkt; ein See in zentraler Lage; eine große Grünfläche; ein kleiner Wald; Lehrgärten (botanischer Garten, Tiergarten); verschiedene Spielanlagen. Außerdem gibt es im Park vier Rosengärten, ein großes Gewächshaus (umgeben von kleineren) und eine Radwettkampfstätte (Velodrome).

### Der See
Im Park ist ein See von 16 ha angelegt worden. Das Wasser wird aus der Rhône hierher gepumpt. In der Nordhälfte befinden sich zwei Inseln insgesamt vier Inseln: Île des Tamaris (Sie kann nur mit einer Barke erreicht werden.) und Île du Souvenir, auf der ein Kriegerdenkmal in viereckiger Form errichtet wurde. Sie hieß früher Schwaneninsel und wurde nach Plänen des Lyoner Architekten Tony Garnier und dem Bildhauer Jean-Baptiste Larrivé (1904 mit dem Prix de Rome ausgezeichnet) umgestaltet, um die Gefallenen der Kriege zu ehren. Die Namen wurden auf die Außenwand eingraviert; die Gravur wurde 2003 erneuert. Der Zugang auf die Insel findet durch einen Tunnel statt.
- Île Gandhi: Der Zugang erfolgt über malerische und exotische Stege[11].
- Grande île: Bestehend aus der bewaldeten Anlage der Radrennbahn Georges-Préveral und dem Belvedere[11]. Auf die Insel gelangt man entweder über eine Felsenbrücke über einen Wasserarm des Sees oder über eine Gedeckte Brücke, die Pont Suisse[11].

### Zoologischer Garten
Der zoologische Garten wurde zur gleichen Zeit errichtet wie der Park. Der Zoo war zuerst als Lehrbauernhof mit einigen regionalen Wildtieren angelegt, wie es die Vorgaben des Staates vorsahen. Das Angebot vergrößerte sich mit der Zeit und es entstand schließlich ein richtiger Zoo.
Der Zoo beherbergt heute Tiere aus aller Welt. Er erstreckt sich über ein Areal von 6 ha. Eine wissenschaftliche Zusammenarbeit mit der École vétérinaire de Lyon besteht seit langer Zeit.
Im Oktober 2006 erfolgte eine komplette Neugestaltung des Zoos. Die Afrikanische Ebene wurde eingeweiht; hier haben Landschaftsgestalter und Architekten die Gehege so eingebunden, dass der Neugierde der Besucher nichts im Wege steht. Es gibt auf dem 2,5 ha großen Gelände 130 verschiedene Tiere zu sehen, darunter einige seltenen und geschützten Arten.

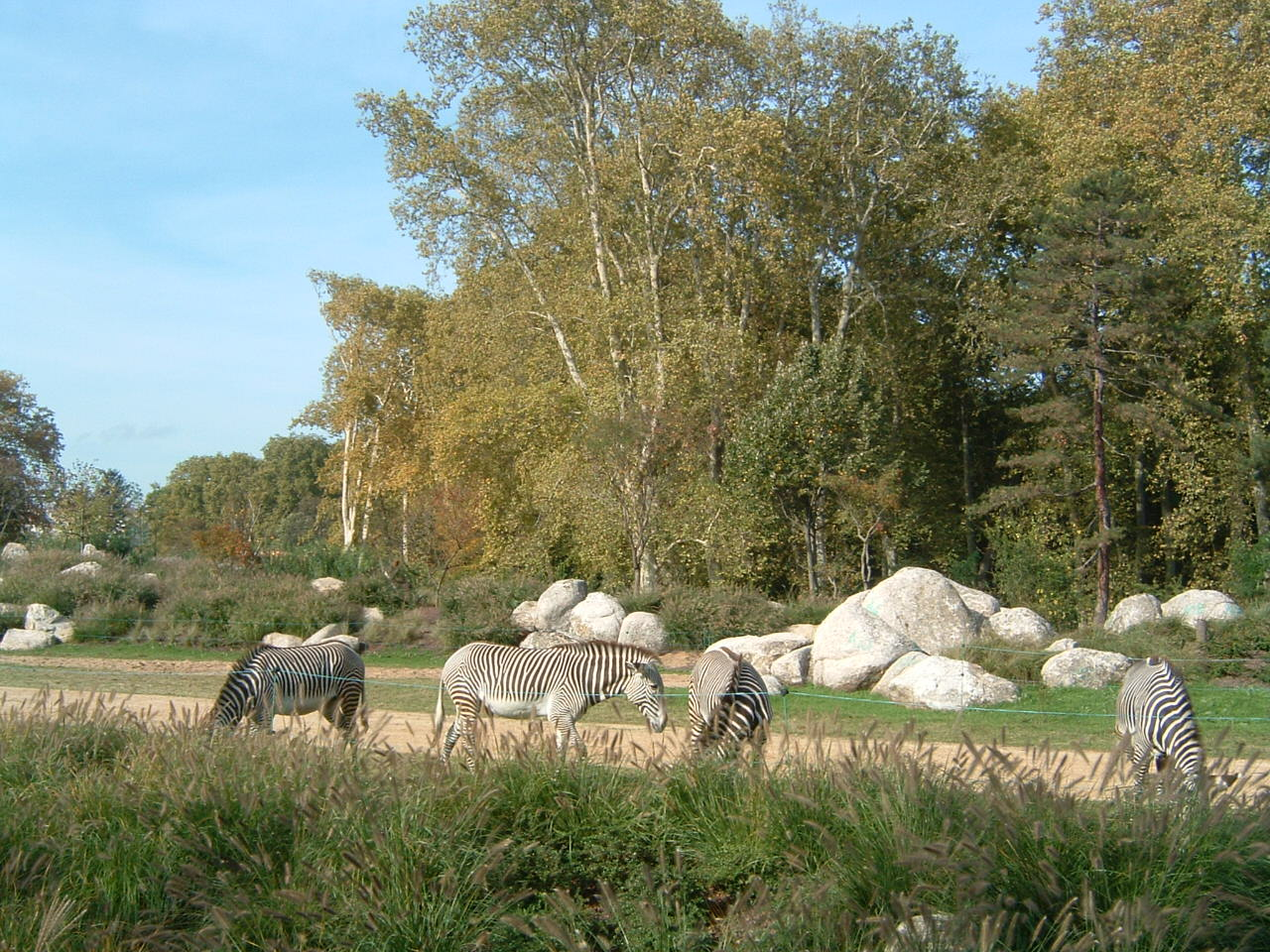
Zebras in der Afrikanischen Ebene
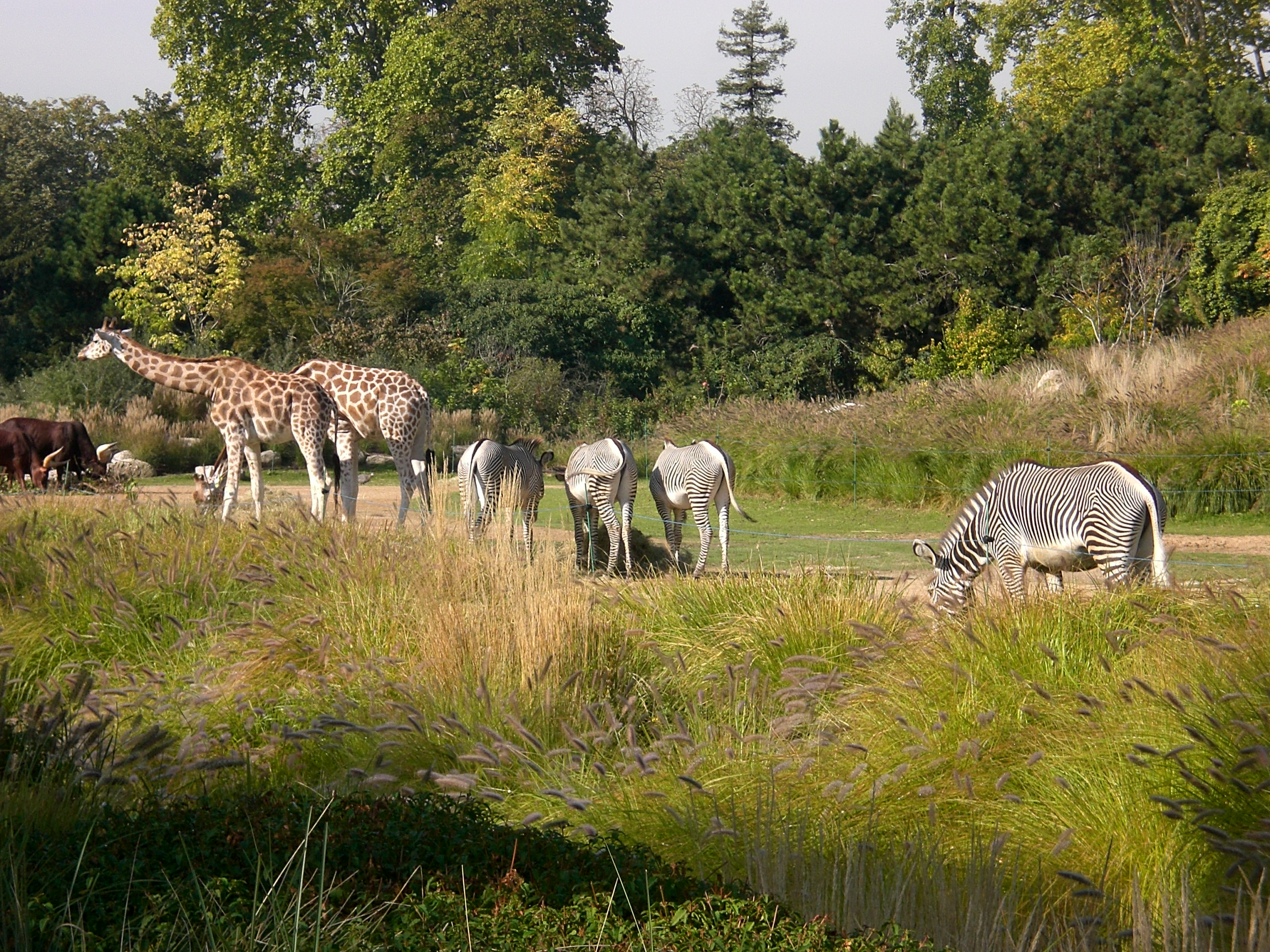
Zebras, Giraffen und Watussirinder
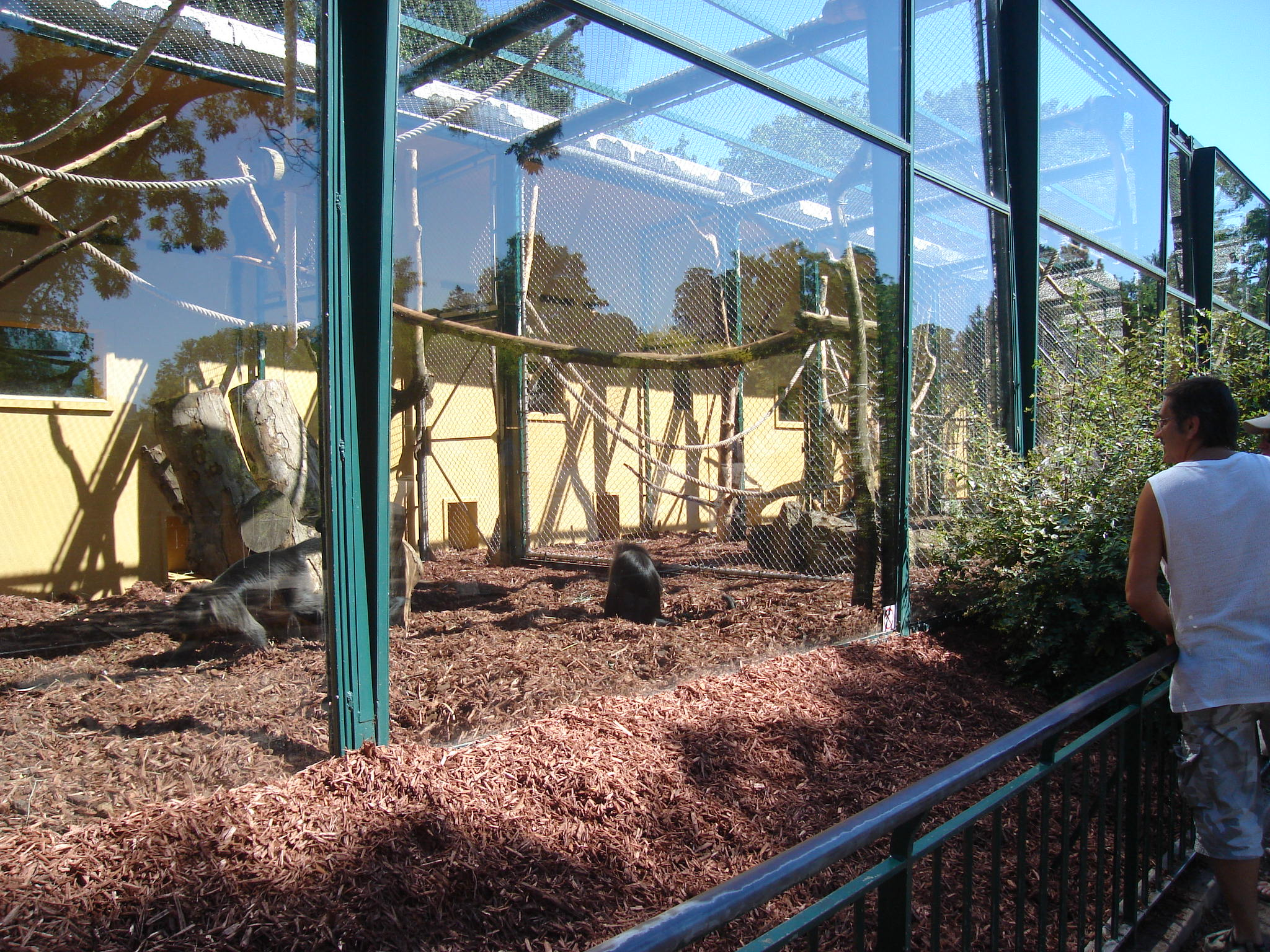
Affengehege im Tête d’Or
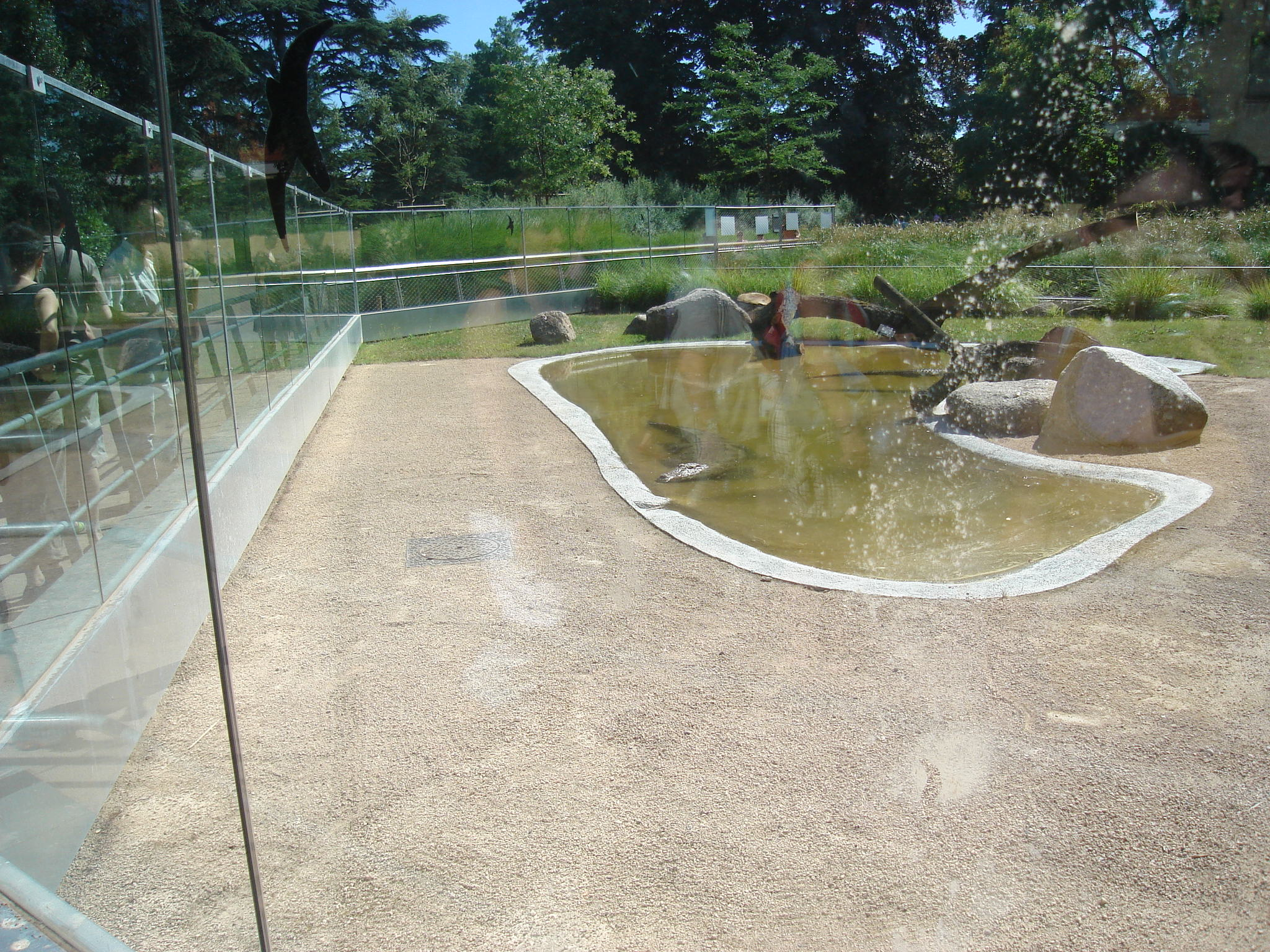
Krokodilanlage im Tête d’Or

### Radrennbahn Georges-Préveral
Die Radrennbahn (Velodrome) wurde 1894 anlässlich der Weltausstellung im Park eröffnet. Rennen wurden ausgeführt, um die neuesten Radmodelle vorzuführen. Um teure Ausgaben zur nötigen Reparatur zu vermeiden, hat Édouard Herriot, der damalige Bürgermeister von Lyon, 1909 angeordnet, die Bahn in ein allgemeines Vergnügungszentrum umzuwandeln. Auf diese Art überlebte die Bahn und wurde schließlich 1934 renoviert.
Sie erlebte große Momente, wie zum Beispiel die Meisterschaft von 1989, die der Anlass für eine vollständige Sanierung war. Jeannie Longo-Ciprelli errang hier zwei Weltmeistertitel: im Einerverfolgungsrennen und im Punktefahren.
Drei Clubs teilen sich das Gelände und tragen ihre Wettbewerbe hier aus. Jedes Jahr werden hier die Meisterschaften der Rhône-Alpes im Bahnradsport ausgetragen. – Auch die Schulen der Anliegergemeinden profitieren von der Einrichtung für Einführungskurse und den allgemeinen Sportunterricht. Das Gelände eignet sich auch noch zu weiteren Nutzungen: als Leichtathletikanlage, für Handball, Basketball und Volleyball.
Die Betonpiste entspricht mit einer Länge von 333,33 m und einer maximalen Kurvenneigung von 43° den Vorschriften der UCI, so dass internationale Wettkämpfe ausgeführt werden können.

### Rosengärten
Die Gärten gehen auf eine Spende von 1805 zurück: Joséphine de Beauharnais spendete ihre Rosensammlung.
Im Park gibt es drei Rosengärten:
- Der „historische“ Rosengarten im botanischen Garten von 1980 mit 570 Variationen auf 1.600 m² erlaubt es, die Geschichte der Rosenkulturen zu verfolgen. Die Restaurierung und Einweihung erfolgte 2015 und bietet drei Abteilungen an: Europäische Rosen (die Gallier), asiatische Rosen und schließlich die Neuzüchtungen (moderne Hybriden).
- Die Abteilung für Versuche und Wettbewerbe, die auf der Grundlage des alten Rosengartens entstanden ist. Hier gibt es Neuentwicklungen zu sehen und es wird jedes Jahr die schönste Rose Frankreichs gekürt.
- Der neue internationale Rosengarten von 1964 umfasst 60.000 Rosen in 320 Variationen wie sie in Frankreich und im Ausland üblich sind. er erstreckt sich über 5 ha.

In dieser Abteilung des Parks ist auch der Sitz der Société française des roses.

### Botanischer Garten
Ungefähr 15.000 Pflanzen sind hier zu sehen, was diesen Garten zum pflanzenreichsten Garten Europas und zum ersten Stadtgarten Frankreichs macht. Er zieht die Spezialisten der ganzen Welt an. Neben den Gewächshäusern außerhalb der Umzäunung gibt es noch zwei Spezialgärten: Der alpine Garten und der botanische Garten. Die Besucher können den geführten Besichtigungen entweder in die Räume für Erwachsene oder für Kinder folgen, wo der Medienservice des Gartens entsprechende Angebote zur Entdeckung der Welt der Pflanzen bereithält.

### Gewächshäuser

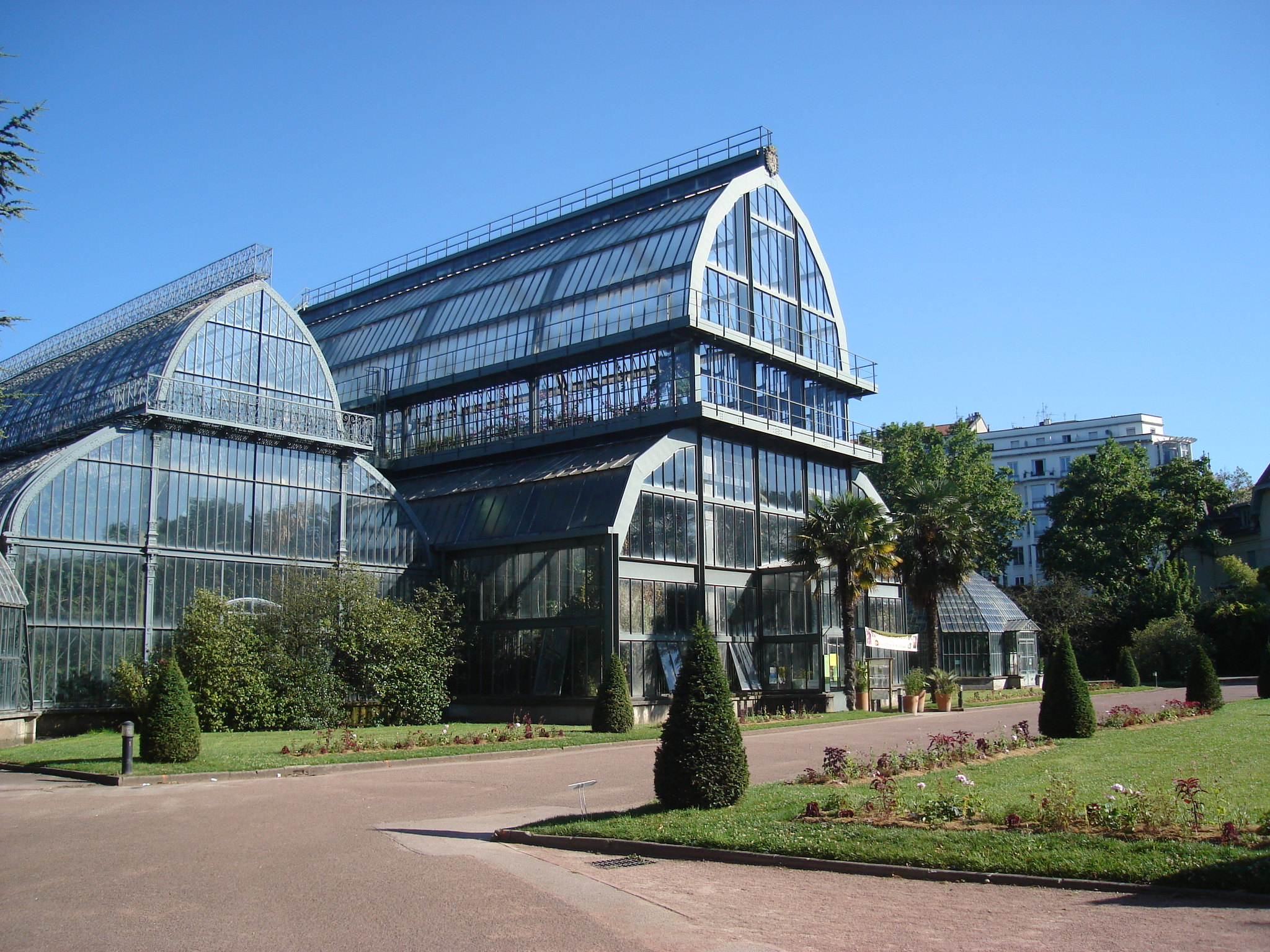
Die großen Gewächshäuser

Trotz ihrer Lage und der speziellen Öffnungszeiten, gehören die Gewächshäuser im weitesten Sinn zum botanischen Garten. Die Orangerie hingegen, als historisches Gewächshaus aus Stein, gehört nicht mehr dazu. Die Konstruktion ist meist aus Holz und widersteht damit schwer der inneren Feuchtigkeit. Die neuen Häuser wurden 1880 unter der Leitung von Gustave Bonnet errichtet. Es sind sehenswerte Bauwerke, die ganz aus Eisen und Glas erbaut wurden und beispielhaft für das 19. Jh. sind.
♦ Außerhalb des botanischen Gartens:
- Die großen Gewächshäuser (drei verbundene Häuser) mit tropischen Pflanzen. Die Häuser wurden 1970 und noch einmal von 1997 bis 2000 restauriert.
- Die beheizten kleinen Gewächshäuser mit Orchideen und Farnen
- Die nichtbeheizten kleinen Gewächshäuser mit Pflanzen des Gartenbaus
- Die beheizten Häuser, die der Pflanzenwelt Madagaskars gewidmet sind. Sie wurden 2008 für den Besucher geöffnet und sind aus Laterit errichtet.

♦ Innerhalb des botanischen Gartens:
- Das Haus für Wasserpflanzen mit Seerosengewächse von Amazonien, deren Blätter einen Durchmesser von 1,50 m erreichen können.
- Das Holländische Haus mit den fleischfressenden Pflanzen

Die Gewächshäuser nehmen eine Fläche von 6.500 m² ein und gehören damit zu den größten in Frankreich. Sie enthalten etwa 6.000 Pflanzenarten.

### Weitere Sehenswürdigkeiten

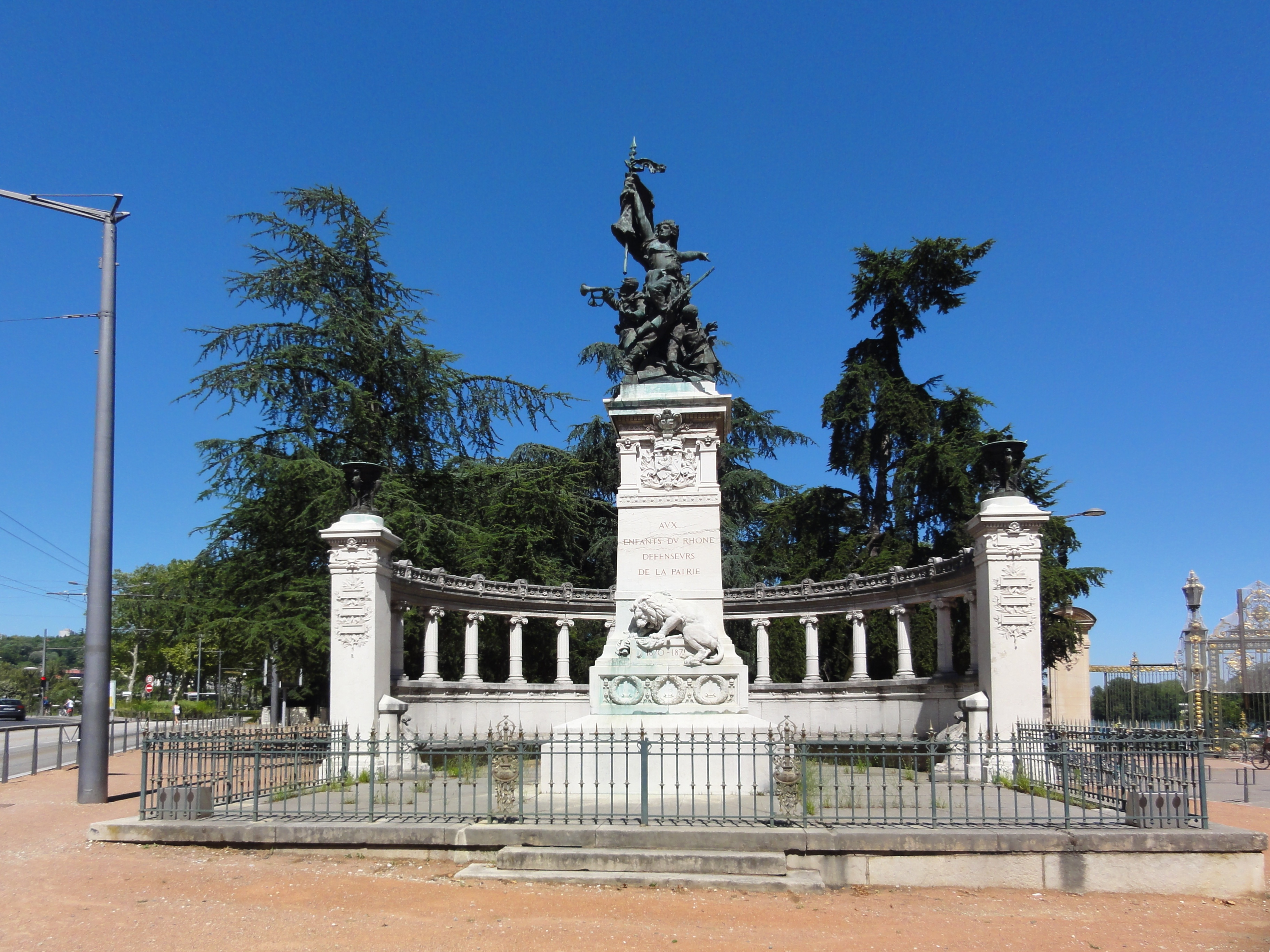
Kriegerdenkmal

- Das Kriegerdenkmal[15]: Es steht an dem gleichnamigen Eingangstor, das aus geschmiedetem Eisen besteht und im Stil des 18. Jhs. (gebaut 1900–1901) gehalten ist, zum Teil bedeckt mit vergoldeten Blättern. Ursprünglich war der Park nicht eingeschlossen; erst Ende des 17. Jhs. wurde ein Gitter mit Eingängen errichtet.
- Porte du Lycée, Av. Verguin
- Die Skulptur La Centauresse et le faune in Bronze von Augustin Courtet aus dem Jahr 1849 am Porte des Enfants du Rhône
- Die Skulptur Ensemble pour la Paix et la Justice in Bronze von Xavier de la Fraissinette. Sie wurde 1996 anlässlich des G7-Treffens errichtet.
- Die Orangerie wurde Stein für Stein von ihrem alten Standort im botanischen Garten am Croix-Rousse zur Rekonstruktion hierher gebracht. Sie enthält eine Ausstellung zu verschiedenen Themen (künstlerisch oder nicht) von Einzelpersonen oder Gruppen.
- Der Bauernhof Lambert ist immer noch in der Form zu besichtigen, wie er damals errichtet wurde.
- Der Taubenschlag

## Weitere Informationen

### Die Bäume

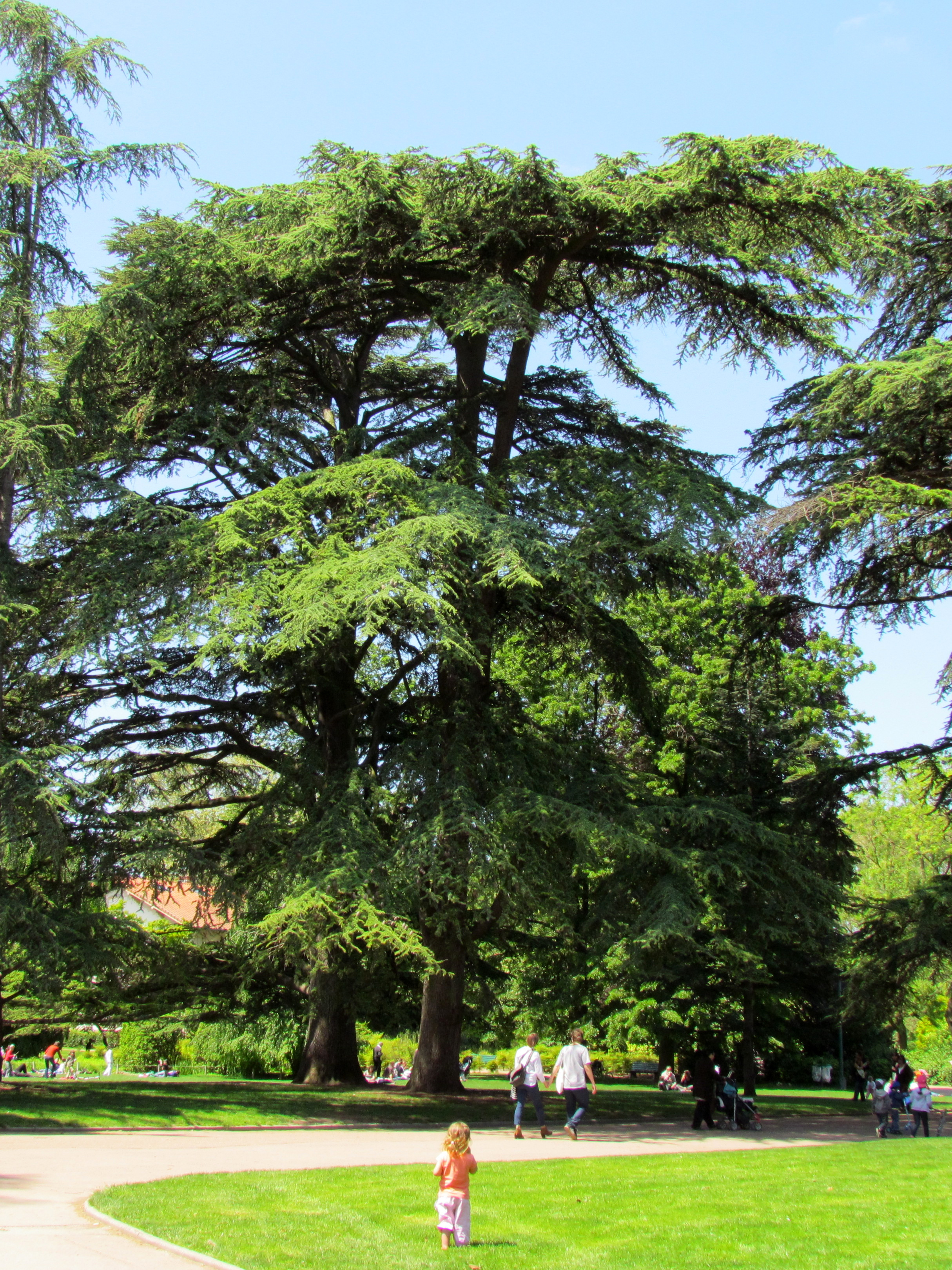
Bäume im Parc de la Tête d’Or
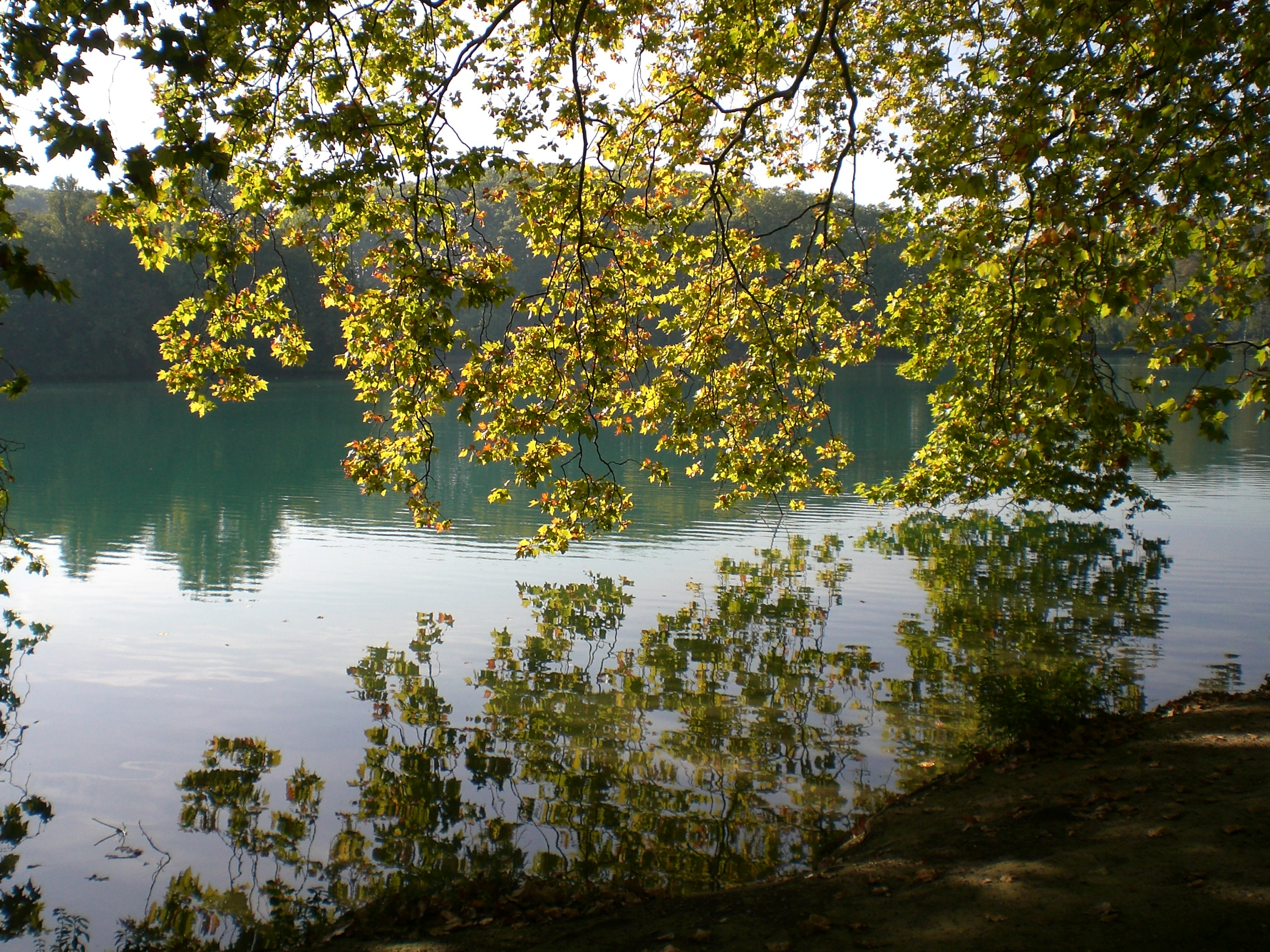
Ein Baum, der sich im See spiegelt
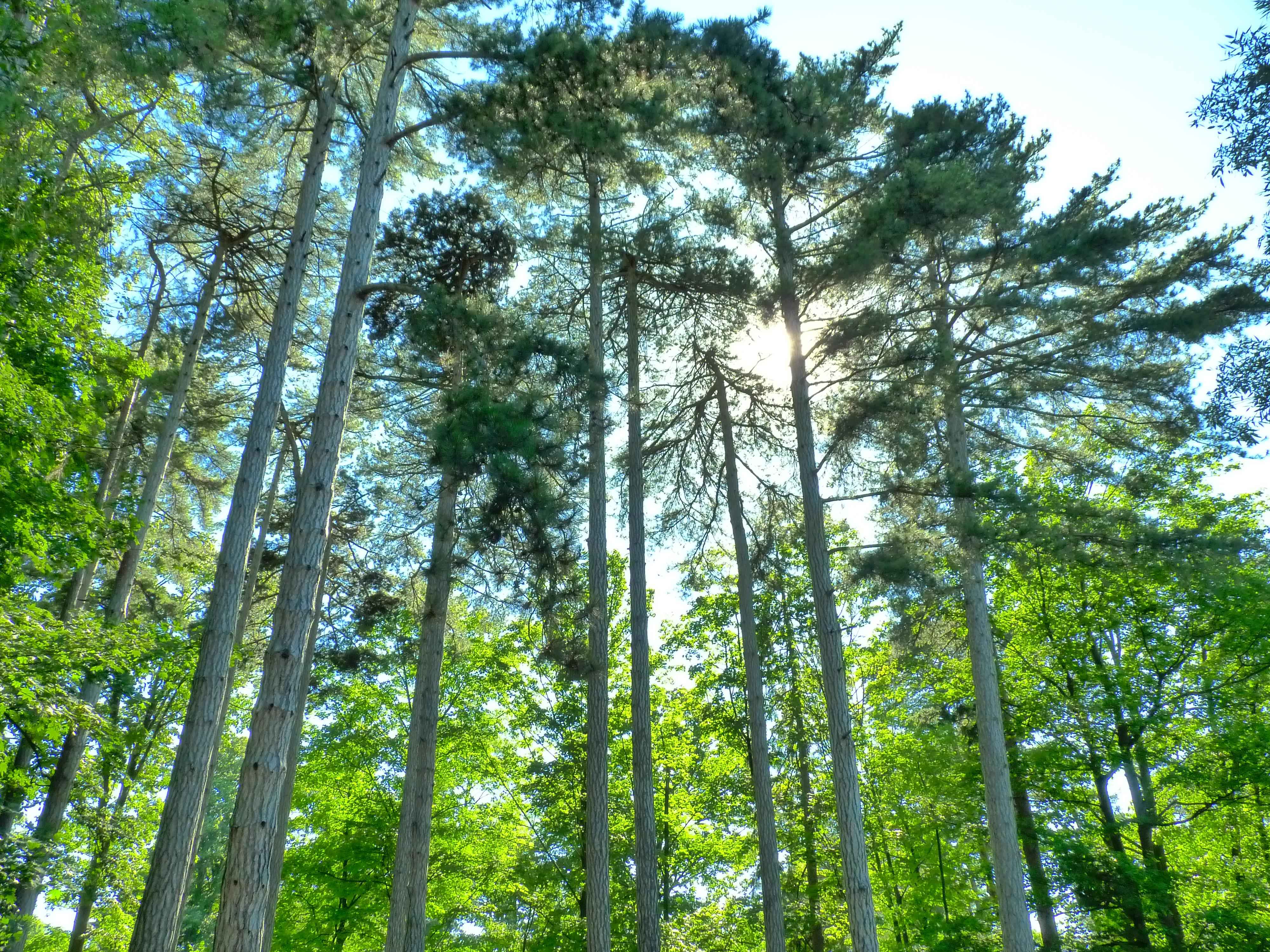
Bäume im Parc de la Tête d’Or

Im Park stehen mehr als 8.800 Bäume: davon 36,5 % Koniferen, 61 % Laubbäume, 2,5 % seltene Arten. Einige sind besonders erwähnenswert: Es gibt Platanen von 40 m Höhe, Libanon-Zedern, Tulpenbäume, Ginkgos, echte Sumpfzypressen und Riesenmammutbäume. Um all diese Baumwunder bestaunen zu können, wurde ein spezieller Führer (guide-promenade des arbres remarquables) herausgegeben, den man am Empfang bekommen kann.

### Einige Zahlen
- Höhe: 170 m
- Durchschnittliche Jahrestemperatur: 11,4 °C
- Durchschnittliche Januartemperatur: 2,4 °C
- Durchschnittliche Julitemperatur: 20,6 °C
- Regenmenge pro Jahr: 828 mm
- Gefriertemperatur pro Jahr: 62 Tage

### Eingänge
Der Park hat sieben Eingänge, von denen der «Porte des enfants du Rhône» im Südwesten besonders bemerkenswert ist. Die Namen der anderen Eingänge im Uhrzeigersinn: «Porte de la Roseraie», «Porte du Musée d’art contemporain», «Porte des Congrès», «Porte Nord», «Porte de la Voute», «Porte du Lycée du parc» und «Porte de Tête d’Or».
Der Eintritt ist für den gesamten Park frei, einschließlich botanischer Garten. Nur die Radrennbahn ist für die Öffentlichkeit nicht frei gegeben.
Der Park wird um 6:30 Uhr geöffnet und schließt im Winter (15. Okt. – 14. April) um 20:30 Uhr und im Sommer (15. April – 14. Okt.) um 22:30 Uhr. Für den zoologischen und botanischen Garten gelten Sonderregelungen.
Der Park ist behindertengerecht (Rollstuhlfahrer) eingerichtet (einschließlich Gewächshäuser, Zoo und botanischer Garten) außer an folgenden Stellen: Porte de l’esplanade de la Cité Internationale, Porte de la roseraie, Zugang zum alpinen Garten und zur Île du souvenir. Für ihre Fahrzeuge (Pkw oder Minibus) ist ein Parkplatz im Innern beim Seerestaurant am Torbogen Villeurbanne reserviert (Der Parkplatz ist für Gäste vorgesehen, die reserviert haben.)
Seit 2009 dürfen Radfahrer die großen Durchgangswege (Alleen) benutzen; dies steht im Zusammenhang mit der eingerichteten Leihstation Velo'v. Surfbrettfahrer werden im nördlichen Bereich in der Nähe des Espace droits de l’homme «toleriert». Im Bereich Le Bois gibt es Ponywagen für Kinder.
Seit 1970 sind Reiter aus dem Park verbannt. Die Stallungen wurden in das Viertel La Doua bei Villeurbanne ausgesiedelt.
Anmerkung: Am Anfang war der Park auch für Autos offen. Es gab jedoch viele Unfälle. Um die Fahrzeuge besser zu erkennen, entschloss man sich 1891, sie zu nummerieren: Der Eigentümer musste eine Nummer gut lesbar am Fahrzeug anbringen. Zuerst war die Nummer zeitlich begrenzt und wurde am Parkeingang ausgegeben und musste bei der Ausfahrt wieder abgegeben werden. Die Nachfrage war jedoch so gestiegen, dass fast jedes Fahrzeug in Lyon eine Nummer hatte. So entstand das weltweit erste System zur Registrierung von Fahrzeugen.

### Sonstige Einrichtungen
Im Park gibt es vielfältige Angebote: ein (französisches) Kaspertheater, ein kleiner See mit Boote für Kinder (Le petit Lac), ein Zug auf Reifen (le lézard), eine Minigolfanlage, eine Anlage zum Ponyreiten für Kinder, ein Boulodrome, ein Angelspiel für Kinder, ein Tretboothafen, zwei Restaurants und zwei Selbstbedienungsrestaurants, mehrere Kioske.
Weiter gibt es eine kleine Eisenbahn, die in einem Rundkurs um die Radrennbahn verkehrt. Sie ist im „Western-Stil“ gehalten. Die Lokomotive läuft mit einem Verbrennungsmotor.

## Der Park im Film
Der Park de la Tête d’Or hat als Hintergrund in verschiedenen Filmen gedient:
- Der Uhrmacher von St. Paul (1974), Film von Bertrand Tavernier
- Tout va bien, on s’en va (2000), Film von Claude Mouriéras
- Jean Moulin (2001), TV-Film von Yves Boisset
- Détrompez-vous (2007), Film von Bruno Dega
- Les Adoptés (2011), Film von Mélanie Laurent
- Für eine Frau (Pour une femme) (2013), Film von Diane Kurys
- Disparue (2015), Kleinserie